# Jewsiej Aleksiejew
Jewsiej Aleksiejewicz Aleksiejew (ros. Евсей Алексеевич Алексеев, ur. 21 grudnia 1921 we wsi Sardajał w Mari El, zm. 10 listopada 1979 tamże) – radziecki artylerzysta, młodszy porucznik, Bohater Związku Radzieckiego (1944).

## Życiorys
Urodził się w maryjskiej rodzinie chłopskiej. Skończył 4 klasy, pracował w kołchozie, w 1940 został powołany do Armii Czerwonej, od 22 czerwca 1941 uczestniczył w wojnie z Niemcami. Walczył m.in. pod Odessą, Stalingradem, Kurskiem, wyróżnił się w walkach o Lewobrzeżną Ukrainę, przy forsowaniu Dniepru i walkach na przyczółku. 
W walkach od 17 do 21 września 1943 jako celowniczy działa 5 baterii 154 gwardyjskiego pułku artylerii 76 Gwardyjskiej Dywizji Strzeleckiej 61 Armii Frontu Centralnego zniszczył 3 moździerze wroga, działo przeciwpancerne, 4 karabiny maszynowe i punkt obserwacyjny wroga, w rejonie wsi Tołstolec w rejonie czernihowskim odparł wiele niemieckich kontrataków, a 29 września 1943 osłaniał ogniem przeprawę przez Dniepr. Od lipca 1944 należał do WKP(b), w 1945 skończył kursy młodszych poruczników 1 Frontu Białoruskiego, w 1947 został przeniesiony do rezerwy w stopniu podporucznika.

## Odznaczenia
- Złota Gwiazda Bohatera Związku Radzieckiego (15 stycznia 1944)
- Order Lenina (15 stycznia 1944)
- Medal „Za odwagę”